# シャルグン
シャルグン (ラテン文字:Shargun、ウズベク語: Sharg’un / Шарғун、ロシア語: Шаргунь) はウズベキスタン・スルハンダリヤ州の都市である。州都のテルメズからは北北東に約160km、タジキスタンとの国境付近の山間地域に位置する。タジキスタンの国境からは約25km。2012年の人口は17,257人となっている。

## 概要
1973年に都市として設立された。都市として設立されるまではタクチヤン (Такчиян) と呼ばれていた。街にはOJSCウズベクコール (Open Joint Stock Company Uzbekcoal) の工場があり、石炭、カオリナイト、石膏の採掘が行われている。
街の付近には州都テルメズからデナウを経由してタジキスタンのドゥシャンベを結ぶ高速道路のM41が通っている。